# Du Wenhui
Du Wenhui (杜文輝T, 杜文辉S, Dù WénhuīP; Pechino, 19 dicembre 1983) è un ex calciatore cinese, di ruolo attaccante.

## Carriera

### Club
Ha giocato nella prima divisione cinese.

### Nazionale
Tra il 2007 ed il 2008 ha giocato 3 partite amichevoli in nazionale.

## Palmarès

### Club

#### Competizioni nazionali
- Campionato cinese: 1

Beijing Guoan: 2009
- Coppa della Cina: 1

Beijing Guoan: 2003
- Supercoppa di Cina: 1

Beijing Guoan: 2003